# Tynelia nigra
Tynelia nigra är en insektsart som beskrevs av William D. Funkhouser. Tynelia nigra ingår i släktet Tynelia och familjen hornstritar. Inga underarter finns listade i Catalogue of Life.